# Drevo brez imena
Drevo brez imena je roman slovenskega pisatelja Drago Jančar. Knjiga je izšla leta 2008 pri založbi Modrijan. Izid zbirke Euroman je denarno podprlo Ministrstvo za kulturo Republike Slovenije.
Drevo brez imena je pripoved o možu, ki ga posrka preteklost. Ljubezenska, zgodovinska in vojna tematika se povezujejo z bivanjsko tematiko. V romanu prihaja do prepletanja različnih zgodb. Pripovedni okvir predstavlja literarna sedanjost. V okvirno zgodbo so vložene zgodbe iz preteklosti, s katerimi se Lipnik ukvarja v arhivu. Roman ima mitski okvir, pohorsko - pravljico, kjer so spusti v brezna enaka plezanju na drevo - to je drugi svet.

## Vsebina
Drevo brez imena je pripoved o arhivarju Janezu Lipniku (kukec trdoglavec), ki ga tuje življenjske zgodbe posrkajo v preteklost. 
Arhivar Janez Lipnik nekega dne naleti na spomine serijskega ljubimca, Aleksija Grgurevića, čigar mednarodna donjuanska kariera se je začela med drugo svetovno vojno v Sloveniji, ter na spomine preproste Ivanke K., bolniške strežnice iz psihiatrične bolnišnice Studenec. Lipnikovo sicer razumljivo zanimanje se kmalu razraste čez običajne meje. Zaradi erotičnih spominov začne iskati: najprej po arhivu, nato po svojem daljnem otroškem spominu. Najde strašne stvari in se pusti zmesti.
Lipnik ugotovi, da je bila njegova učiteljica Zala, v katero je bil po vojni tudi sam otroško zaljubljen, ljubica adjunkta in domobranca Aleksija. Na dan prevrejo tudi neprijetni otroški spomini na očeta, Antona Lipnika, ki je preživel koncentracijsko taborišče Auschwitz. Lipnik bere o vojnih strahotah in erotičnih dogodivščinah. Ker je zgodovinar, svoje vrzeli zapolnjuje v arhivskem gradivu; ker je moški z domišljijo, nadgrajuje erotične prizore; ker je informiran, zna potegniti vzporednico med drugo svetovno vojno in vojno na Hrvaškem pol stoletja pozneje. A nikoli ga ne zapusti spomin na lepo bluzo, duh brezpogojne, smrtno resne deške zaljubljenosti.
Lipnik beži pred puščobnostjo večerov, ko z ženo Marijano jesta solato, in pred spomini na očeta, ki se je vrnil iz koncentracijskega taborišča. Seveda Lipnik beži tudi tako, da postaja ljubimec učiteljice Zale: enkrat tisti starejši, ki je spektakularno ušel s Turjaka, in drugič tisti, ki je ušel skrivaj. Beg se ne neha, dokler se ne pretrga. Začne se noro potovanje v slovensko podzemlje, v otroško stanje, s pobitimi domobranci v jame, od koder se po drevesu reši nazaj v svojo zgodbo, v svet resničnosti in izmišljije.

### Osebe
- Janez Lipnik – glavna oseba, kukec trdoglavec, arhivar

- Marijana Lipnik – žena Janeza Lipnika, izobraženka

- Anton Lipnik – oče Janeza Lipnika, preživeli taboriščnik

- Beno – Janezov in Marijanin prijatelj, s časov ko se Janez in Marijana nista poznala

- Aleksij Grgurević – serijski ljubimec, domobranec, ljubimec Zale

- Zala – Lipnikova učiteljica iz otroških dni, ljubica Aleksija

- Antonija – Zalina prijateljica

- Ivanka K. – bolniška strežnica v psihiatrični bolnišnici Studenec, obupana mati in žena (domobranci ji ubijejo moža), preprosta ženska

## Izdaje in prevodi
Roman Drevo brez imena je preveden v nemščino, hrvaščino, ukrajinščino in madžarščino, v pripravi sta italijanski in francoski prevod.